# Still (Frankrijk)
Still is een gemeente in het Franse departement Bas-Rhin (regio Grand Est). De plaats valt onder het arrondissement Molsheim en is sinds de oprichting op 1 januari 2015 onderdeel van het kanton Mutzig. Daarvoor was hoorde het tot het kanton Molsheim. Still telde op 1 januari 2022 1.799 inwoners.

## Geografie
De oppervlakte van Still bedroeg op 1 januari 2022 23,2 vierkante kilometer; de bevolkingsdichtheid was toen 77,5 inwoners per km².

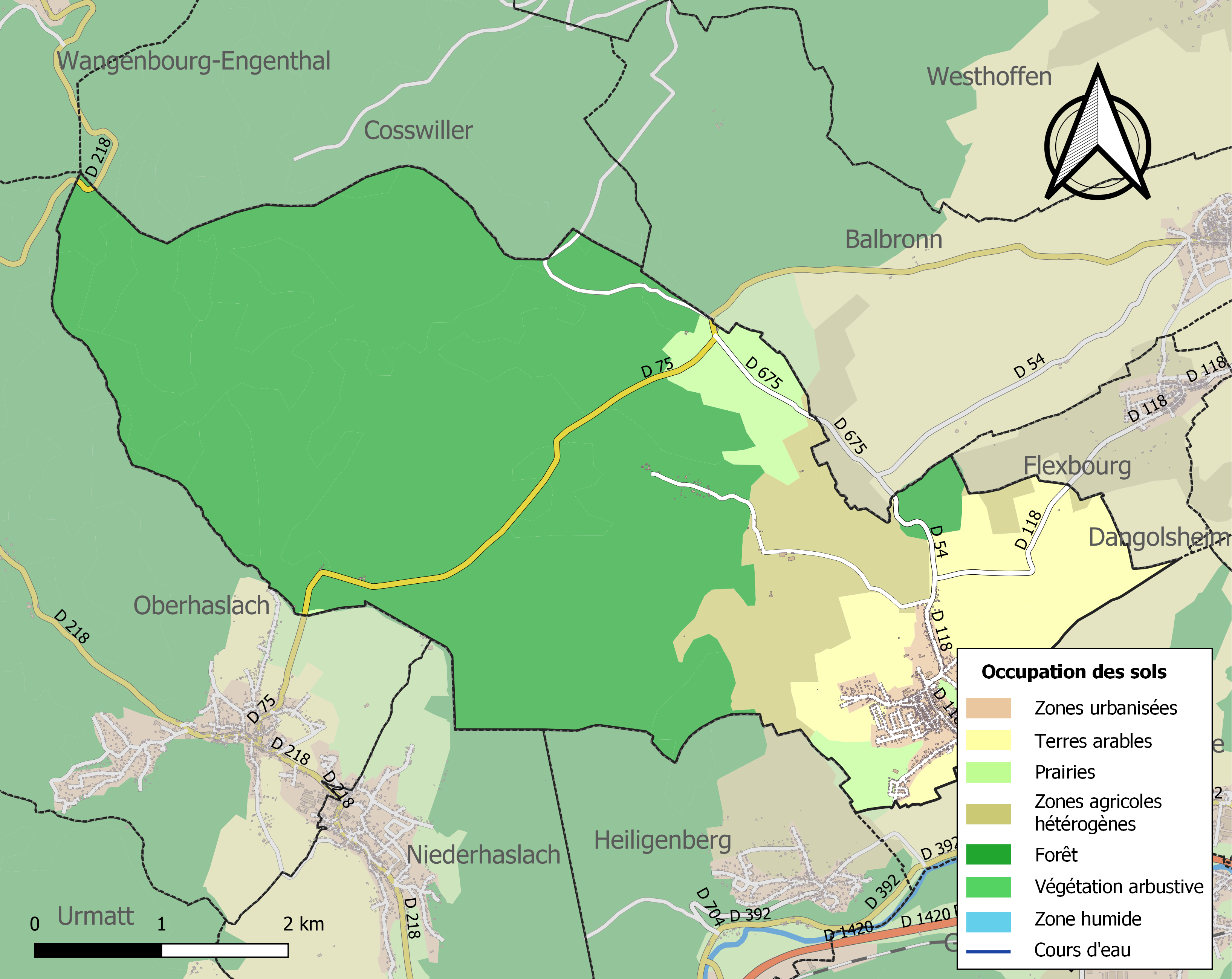
Kaart van de gemeente met de belangrijkste infrastructuur, bodemgebruik en omliggende gemeenten

## Demografie
Onderstaande figuur toont het verloop van het inwonertal (bron: INSEE-tellingen).